# Kathrine Talbot
Kathrine Talbot (geboren als Ilse Eva Louise Gross am 31. März 1921 in Frankfurt am Main; gestorben am 21. Mai 2006 in Midhurst) war das literarische Pseudonym der britischen Schriftstellerin Ilse Barker.

## Leben

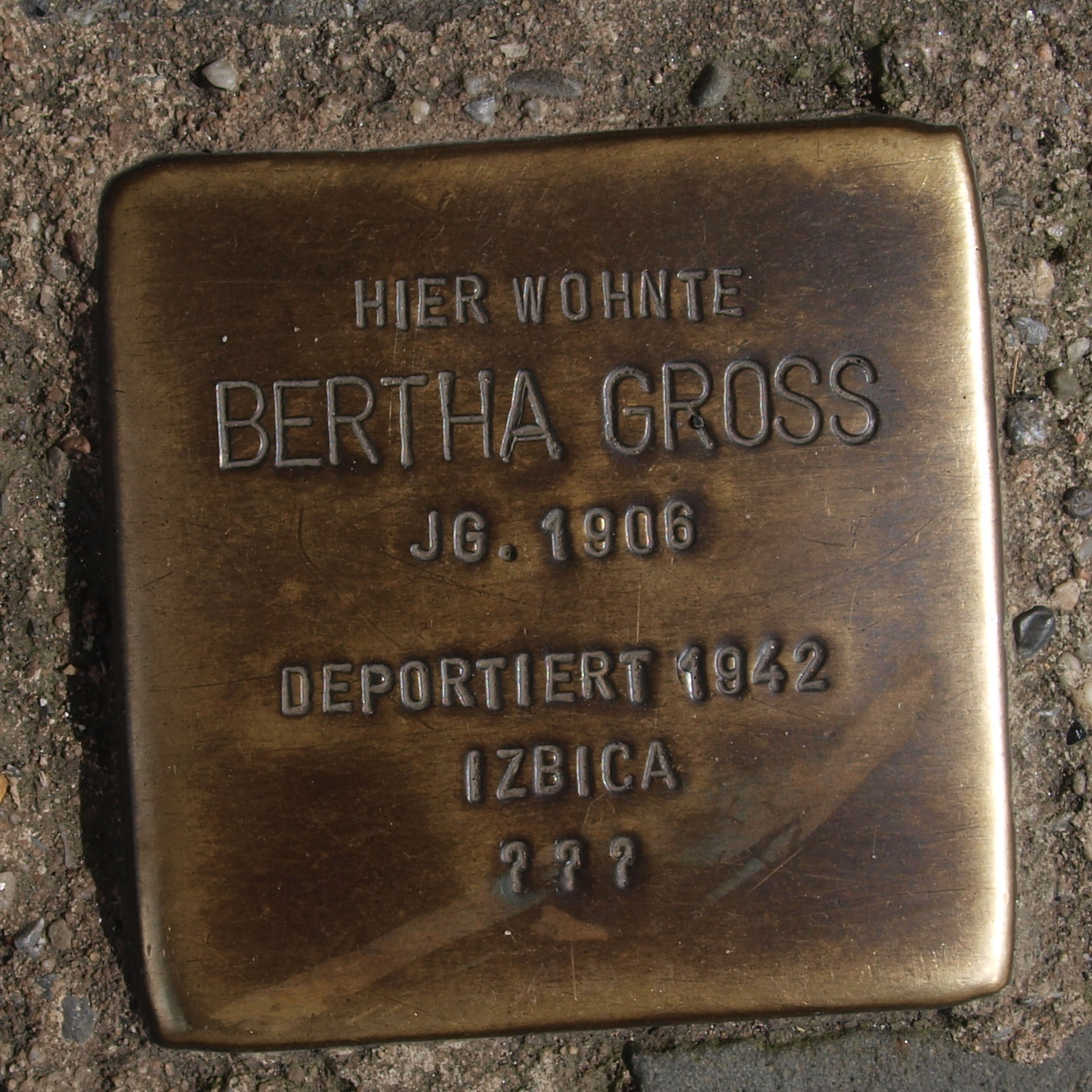
Die ältere Schwester und die Eltern wurden ermordet.

Ilse Gross war die zweite Tochter des Weinhändlers Karl Gross und der Agnes Neuberger aus Bingen, wo sie aufwuchs. Die Eltern schickten unter den Bedingungen der Judenverfolgung in Deutschland die Tochter im Jahr 1935 an die Ecole Internationale de Genève / International School of Geneva in die Schweiz. Als das Deutsche Reich die Devisenbestimmungen verschärfte, musste sie die Schule abbrechen und ging 1938 als Haushaltshilfe nach England. Ihre Eltern und ihre ältere, geistig behinderte Schwester wurden in Deutschland Opfer des Holocaust. 1940 wurde sie als Enemy Alien via Liverpool auf der Isle of Man interniert. 1941 wurde sie wieder freigelassen, heiratete den englischen Journalisten Geoffrey Pittock-Buss und jobbte in London bei einer Initiative für die Unabhängigkeit Indiens (Indian Freedom Campaign Committee) und für die Psychoanalytikerin Kate Friedländer.
Sie traf in der Künstlerkolonie in St Ives auf den einäugigen, vollständig verarmten Maler Kit Barker (1916–1988, Bruder des Lyrikers George Barker), den sie 1948 in London heiratete, sie haben einen Sohn. Ilse Barker legte sich ein Pseudonym zu, um den deutschen Vornamen zu vermeiden und um unabhängig vom künstlerischen Schaffen ihres Mannes aufzutreten.  Sie zogen für vier Jahre in die USA, wo Kit Barker in New York und in Kalifornien unterrichtete und sie in der Künstlerkolonie Yaddo zu Gast waren. 1952 veröffentlichte Talbot ihre erste Erzählung Fire in the Sun. Ilse Barker war mit der amerikanischen Lyrikerin Elizabeth Bishop befreundet, es existiert ein umfangreicher Briefwechsel. Anne Stevenson wiederum widmete das Buch Five Looks at Elizabeth Bishop (1998) den Barkers.
Ab 1952 lebten sie wieder in Großbritannien, jetzt in Bexleyhill, Sussex. Talbot arbeitete als Übersetzerin, sie schrieb mehrere Romane, Essays und veröffentlichte Gedichte.

## Werke (Auswahl)
- Fire in the Sun. New York : Putnam, 1952
- The innermost cage. Roman. New York : Putnam, 1955
- Return : a novel. London : Faber and Faber, 1959
- The three daughters. 1978
- Theodosia. New York : Warner Books, 1980
- Kit Barker, Cornwall 1947-1948. Recollections Of Painters And Writers. St Ives : The Book Gallery, 1993
- Saturday Victory: poems. Umschlagdesign Thomas Barker. Midhurst: IB Press, 1998
- Ilse Barker: Warme Flanken der Ochsen getätschelt. Eine Nichte von Mathilde Mayer erinnert sich an ihre Binger Kindheit, Nachwort zur AZ-Serie Erinnerungen einer Binger Jüdin. Arbeitskreis Jüdisches Bingen, Band 6, 2018

Übersetzungen
- Valeriy Tarsis: Russia and the Russians. Übersetzung Ilse Barker. Macdonald, 1970
- Hans Pars: Pictures in peri. Übersetzung Kathrine Talbot. London : Faber, 1957
- Manfred Bieler: The Three Daughters. Übersetzung Kathrine Talbot. London : Hodder and Stoughton, 1975
- Ulf Miehe: Puma. Übersetzung Kathrine Talbot. New York : St. Martin’s Press, 1978
- Robert Gernhardt: A pig that is kind won’t be left behind. Bilder Almut Gernhardt. Übersetzung Kathrine Talbot. London : Cape, 1981
- Stefan Koppelkamm: Glasshouses and wintergardens of the nineteenth century. London : Granada, 1981
- Leni Riefenstahl: Vanishing Africa. New York : Harmony Books, 1982
- Lilli Palmer: When the nightbird cries. London : Grafton Books, 1986
- Leonora Carrington: The House of Fear. Übersetzung aus dem Französischen Kathrine Talbot, Marina Warner. New York: E. P. Dutton, 1988